# 小田原城

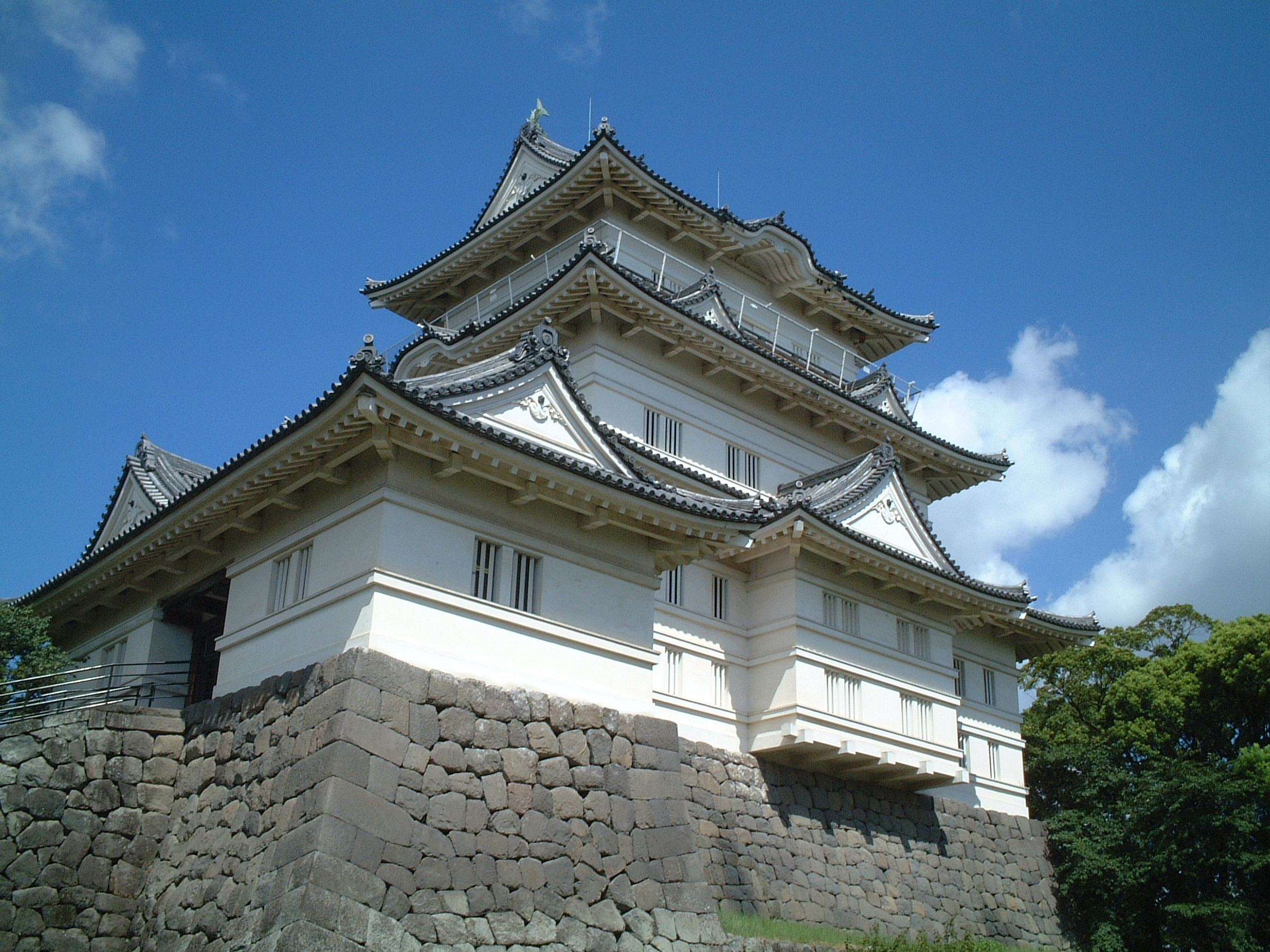
小田原城天守阁

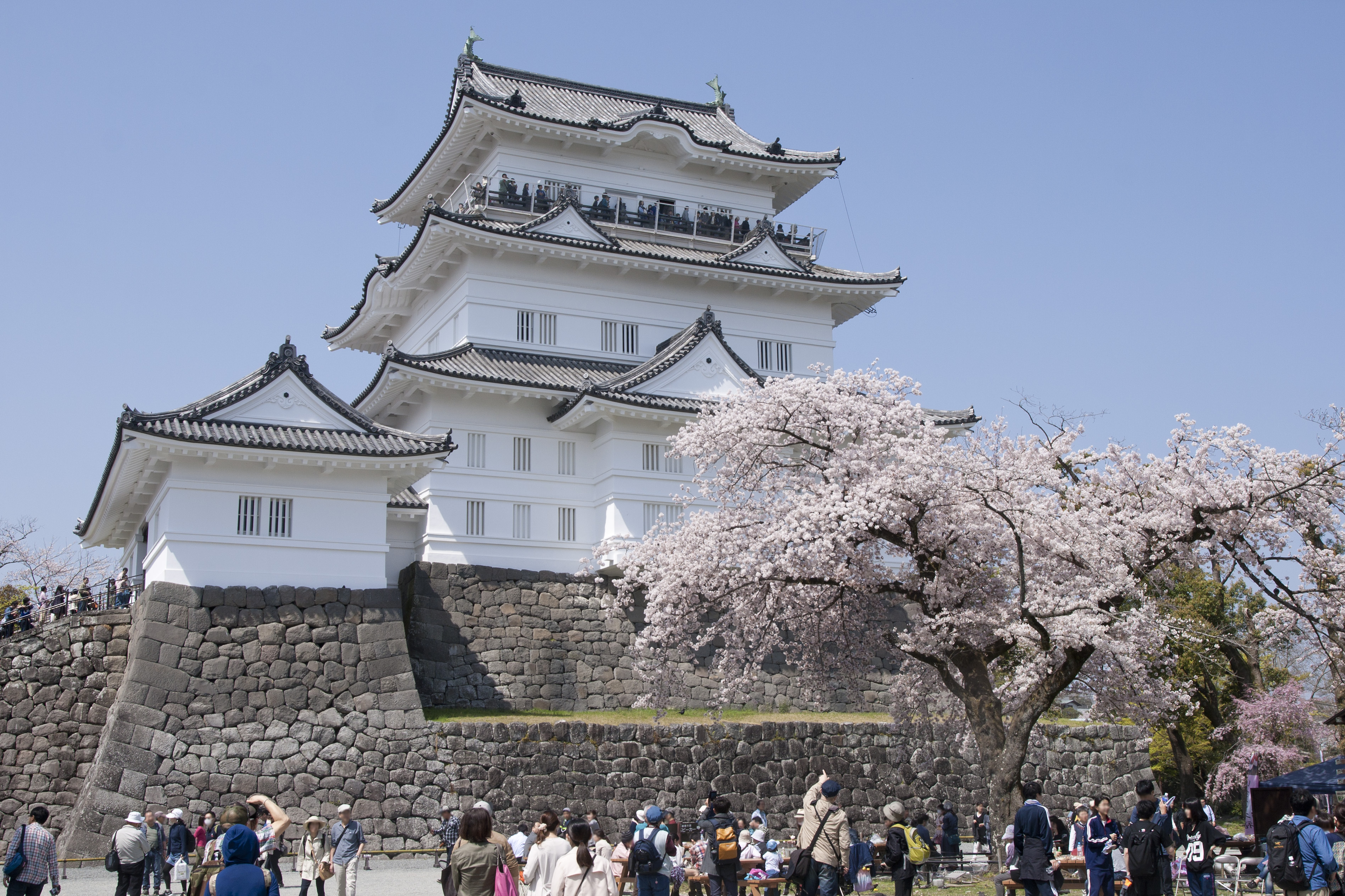

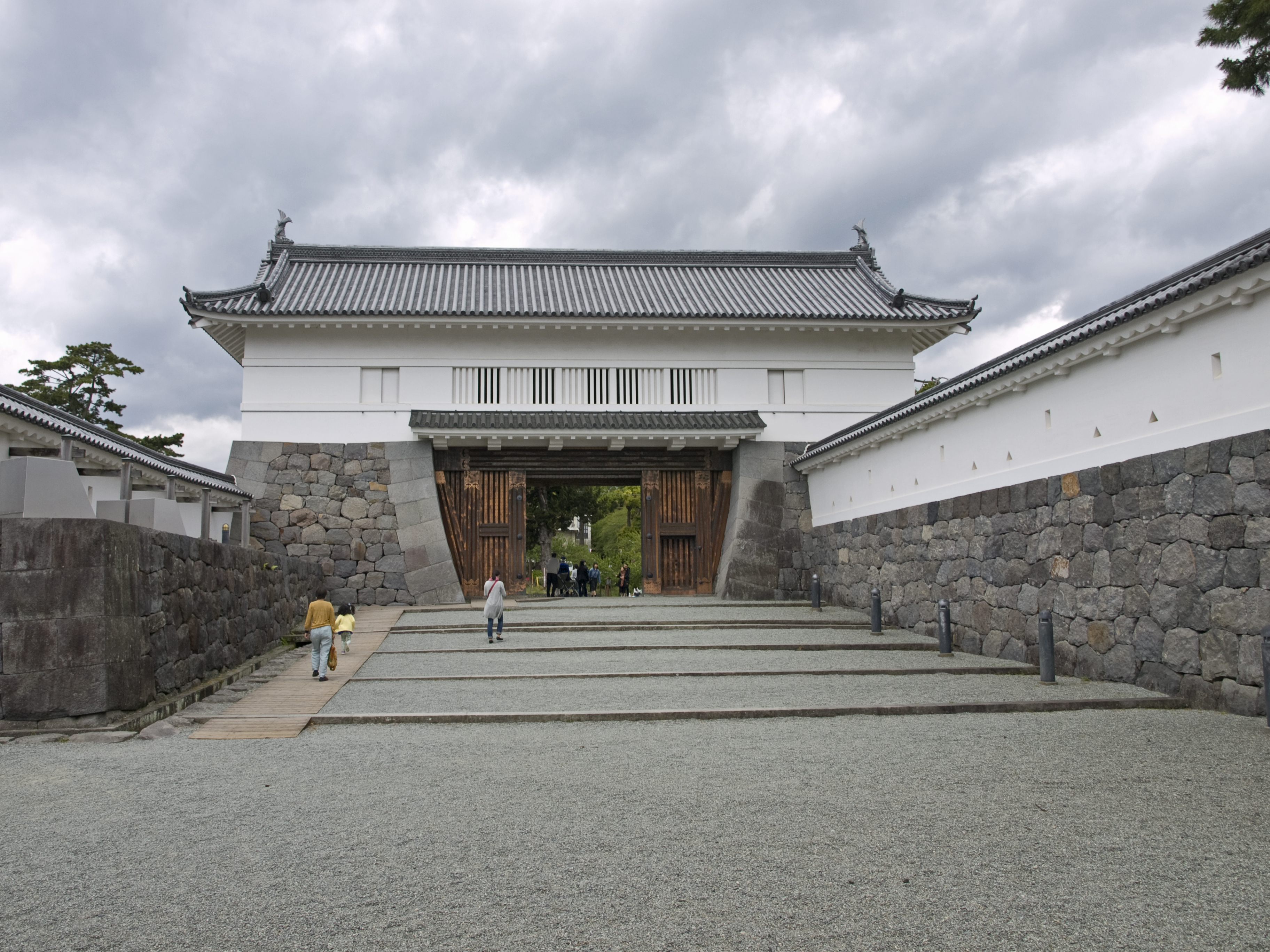

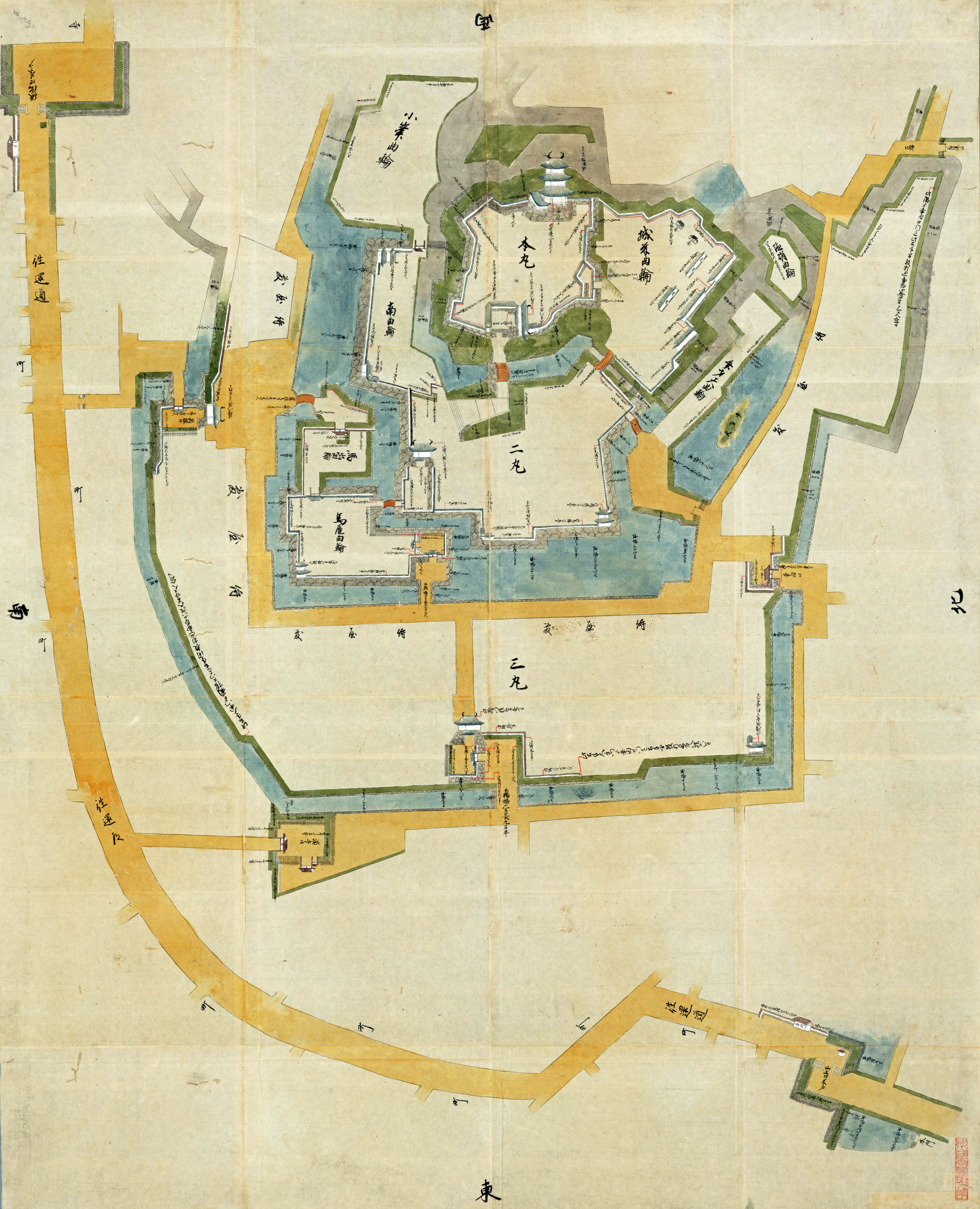

小田原城是一座位於神奈川縣小田原市（古相模國足柄郡小田原）的一座平城城堡，日本國家指定遺跡之一。最有名的是，一度是關東地方難攻不落之城。通稱小峰城及小早川城。

## 歷史
原本在平安時代的末期，是相模國豪族小早川遠平的居城。1416年上杉禪秀之亂，使當時的領主土肥氏被驅逐。成為了扇谷上杉部屬大森氏的領土。
1495年，支配了伊豆國的北條早雲攻擊小田原，成功奪取此城，自此在九十多年來，成為了後北條氏的領土。此後，後北條氏以此作為居據，並進行大規模的擴建。雖然1561年遭到長尾景虎的軍隊包圍長達一個月，但是卻無法攻陷。
1590年，北條氏遭到了豐臣秀吉的宣戰，雖然當時後北條氏當主北條氏政、北條氏直父子決定采取籠城策略，但由於秀吉採取攻略支城後圍困小田原的戰略，再加上秀吉方壓倒性的兵力與後勤優勢，後北條氏終在被圍三個月之後開城投降，自此小田原城成為了德川氏的領地，當時家康選擇了江戶城作為居城，而小田原城由大久保忠世為城主，其後因為兒子大久保忠鄰因為涉嫌謀反幕府被降級為旗本，一時間小田原城被廢除，直到1619年由阿部氏接管，在十八世纪中，大久保氏重新接管，直到幕末為止1871年廢城。

## 概略
在後北條氏的時代，居館在天守附近設置，北方為八幡山，而且非常靠近。建立了很多美麗園景。在第三代氏康的時候，擊退了武田信玄和上杉謙信的軍勢，被稱為一座堅城。現時推測從海岸到八幡山的長達九公里。並且有多個外堀，規模還比秀吉時代的大阪城還大。這種形式的擴建實在少見。
現時所看見的主郭部份，都是在大久保氏所經營。江戶時代末期，海岸架構了三座砲台。主要部份全由石垣構造。現時所看見的石垣為寬永9年1632年進行改修後的城池。
在小田原城的原址進行公園化，復興天守於1960年重建完成。從天守頂上可以看到笠懸山上的石垣山一夜城。此外城的大門、銅門仍然保留。但是現在仍然看到關東大地震對城的石垣的影響。

## 交通
從JR、小田急电铁小田原站下車步行十分鐘。

## 外部連結
- 城址公園施設（小田原市）
- 地圖 （页面存档备份，存于）